# Saint-Quentin-du-Dropt
Saint-Quentin-du-Dropt ist eine Gemeinde im Südwesten Frankreichs mit 185 Einwohnern (Stand: 1. Januar 2022), die sich Saint-Quentinois nennen, und liegt im Département Lot-et-Garonne in der Region Nouvelle-Aquitaine (bis 2016: Aquitanien).

## Geographie
Die Gemeinde liegt zwischen Villeneuve-sur-Lot und Bergerac am Dropt.
Umgeben wird Saint-Quentin-du-Dropt von den folgenden Nachbargemeinden:
|           | Monmarvès                                   |           |
| Plaisance | Kompassrose, die auf Nachbargemeinden zeigt | Cavarc    |
| Cahuzac   | Castillonnès                                | Ferrensac |

## Demographie
Die Bevölkerungsentwicklung in Saint-Quentin-du-Dropt wird seit 1793 dokumentiert.
2016 zählte die Gemeinde 197 Einwohner, was ein Anstieg von 12 % gegenüber 2010 bedeutet.
| Jahr      | 1793 | 1800 | 1841 | 1866 | 1886 | 1901 | 1946 | 1975 | 1999 | 2006 | 2016 |
| --------- | ---- | ---- | ---- | ---- | ---- | ---- | ---- | ---- | ---- | ---- | ---- |
| Einwohner | 339  | 520  | 581  | 460  | 398  | 352  | 314  | 195  | 175  | 168  | 197  |

## Sehenswürdigkeiten
- Kirche Saint-Quentin
- Château Saint-Quentin, MH (1994)